# アレナ・シドコ
アレナ・シドコ（Alyona Viktorovna Sidko、ロシア語: Алёна Ви́кторовна Сидько́、1979年9月20日 - ）は、ロシア、クラスノヤルスク出身のクロスカントリースキー選手。

## プロフィール
1999年12月12日にクロスカントリースキー・ワールドカップにデビュー、7.5km35位となった。
2005年ノルディックスキー世界選手権ではユリヤ・チェパロワと組んだ団体スプリントで銅メダルを獲得、翌2006年のトリノオリンピック代表に選出され、個人スプリントで銅メダルを獲得した。
2009年12月26日のレース後のドーピング検査で血液ドーピング（エリスロポエチン）陽性となり2年間の出場停止処分を受け、2010年バンクーバーオリンピックへの出場も不可能となった。
2012-2013シーズンから競技に復帰した。